# Aghora (album)
Aghora è il primo album omonimo del gruppo musicale Aghora, pubblicato il 2000 dalla Dobles Productions. 

## Tracce
1. "Immortal Bliss" – 4:34
2. "Satya" – 5:55
3. "Transfiguration" – 5:14
4. "Frames" – 7:09
5. "Mind's Reality" – 4:22
6. "Kali Yuga" – 5:37
7. "Jivatma" – 11:17
8. "Existence" – 6:28
9. "Anugraha" – 4:41

## Formazione
- Danishta Rivero - voce, testi (tracce 1, 3 e 5)
- Sean Malone - basso, pianoforte (traccia 4)
- Charlie Ekendahl - chitarra ritmica, testi
- Santiago Dobles - chitarra, sitar, testi
- Sean Reinert - batteria, percussioni, tabla, testi (tracce 7 e 9)